# Milena Matějkovičová
Milena Matějkovičová provdaná Strnadová (* 23. května 1961, Ústí nad Labem), později podruhé jako Skramlíková, je bývalá československá atletka, běžkyně, půlkařka a čtvrtkařka. Platné současné příjmení je Skramlíková.
Absolvovala základní školu v Teplicích. S atletikou začínala v Trnovanech a Bílině u trenéra Jiřího Podsedníka, později přestoupila do oddílu VŠ Praha k trenérovi Milanu Burešovi. V roce 1982 vybojovala společně s Věrou Tylovou, Taťánou Kocembovou a Jarmilou Kratochvílovou stříbrné medaile ve štafetě na 4×400 m na mistrovství Evropy v Athénách. O rok později zopakovala stejné umístění na prvníim mistrovství světa v atletice v Helsinkách na prvním MS v atletice 1983, kde získala stříbrnou medaili ve štafetě. Kvarteto Kocembová, Matějkovičová, Moravčíková a Kratochvílová zde zaběhlo trať v čase 3:20,32. Tento čas je dodnes českým rekordem. Na šampionátu postoupila rovněž do finále běhu na 800 metrů, kde skončila na sedmém místě.
Největší individuální úspěch zaznamenala v roce 1984 na halovém ME v Göteborgu, kde získala zlatou medaili v běhu na 800 metrů. Na mistrovství Evropy ve Stuttgartu 1986 doběhla ve finále na 800 m na pátém místě, ačkoliv nastupovala ve chřipkovéím stavu, V témže roce skončila čtvrtá na hrách dobré vůle v Moskvě.

## Osobní život
V roce 1985 se provdala za Ing. Jaroslava Strnada, plaveckého trenéra, později šéftrenéra národního týmu. Z tohoto manželství má syna Martina Strnada. Toto manželství bylo rozvedeno.
V letech 2000 až 2010 byla manželkou známého sportovního novináře PhDr. Pavla Skramlíka, Ph.D. (v literární komunitě používá pseudonym Felix Boom), které bylo bezdětné. Od té doby používá příjmení Skramlíková. Manželství bylo v r. 2010 rozvedeno.

## Osobní rekordy
- 800 m (hala) – (1:59,18 – 26. ledna 1986, Praha)
- 800 m (dráha) – (1:57,28 – 27. července 1983, Lipsko)